# Росо (Сенегал)
Росо (фр. Rosso) — город и коммуна на севере Сенегала, на территории области Сен-Луи. Входит в состав департамента Дагана.

## Географическое положение
Город находится в северо-западной части области, на левом берегу реки Сенегал, на границе с Мавританией, на расстоянии приблизительно 248 километров к северо-востоку от столицы страны Дакара. На противоположном берегу реки расположен одноимённый мавританский город. Абсолютная высота — 45 метров над уровнем моря.

## Население
По данным переписи 2002 года численность населения Росо составляла 9328 человек.
Динамика численности населения города по годам:
| 1986 | 2002 | 2010   |
| ---- | ---- | ------ |
| 4925 | 9328 | 11 600 |

## Экономика
Основу экономики города составляют сельскохозяйственное производство, рыболовство и трансграничная торговля.

## Транспорт
Ближайший аэропорт расположен в городе Ришар-Толь.